# Éminence hypothénar
L'éminence hypothénar est une saillie musculaire arrondie de la main située médialement et au dessus de l'auriculaire.
Elle est formée par un groupe de quatre muscles qui contrôlent le mouvement de l'auriculaire qui sont de la superficie vers la profondeur:
- le muscle court palmaire
- le muscle abducteur de l'auriculaire
- le muscle court fléchisseur de l'auriculaire
- le muscle opposant de l'auriculaire.

Ils sont innervés par le nerf ulnaire.

## Aspect clinique
Une atrophie de l'hypothénar peut s'observer en cas de lésion du nerf ulnaire.
Une occlusion de l'artère ulnaire entraîne le syndrome du marteau hypothénar.

## Galerie

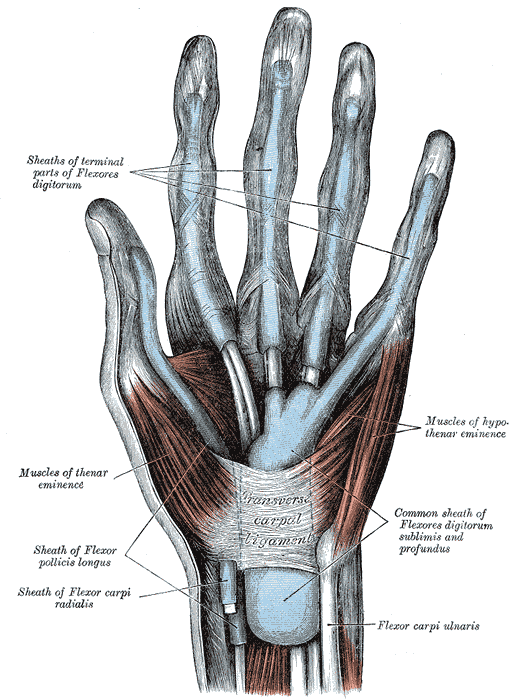
Vue de face des gaines synoviales des tendons du poignet et des doigts. (L'éminence hypothénar est au centre droit.)
Section transversale du poignet et des doigts. (Les muscles de l'auriculaire sont en haut à droite.)